# Рафаэль, Гидеон

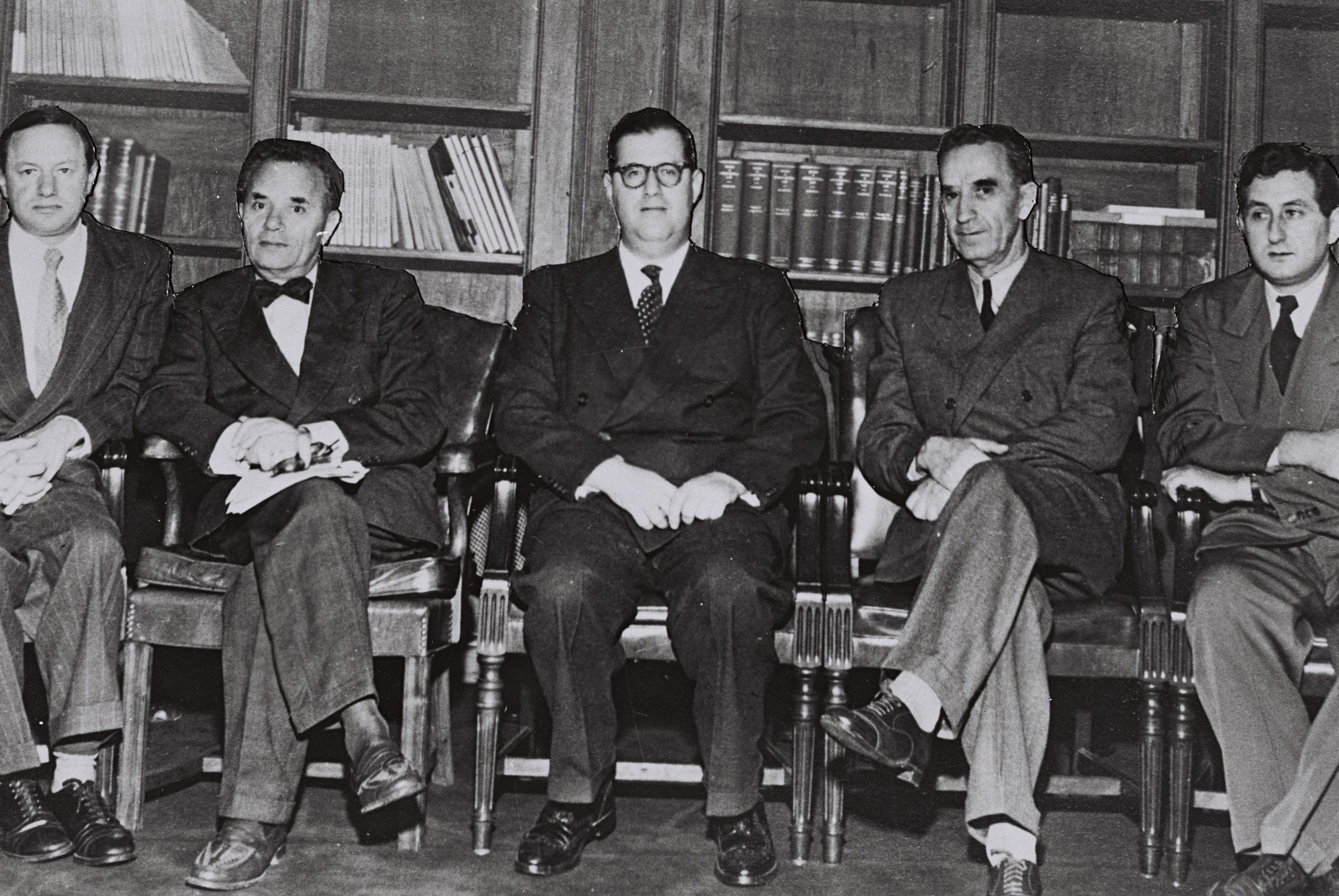
Израильская делегация в ООН, 1950 год. Слева направо: Артур Лурье, генеральный консул; Доктор Дж. Робинсон, консул; Абба Эвен, чрезвычайный посланник; Доктор Авраам Каценельсон, министр здравоохранения; Гидеон Рафаэль, МИД.

Гидеон Рафаэль (ивр. גדעון רפאל‎; при рождении Гидеон Руффер; 1913, Германская империя — 10 февраля 1999) — израильский дипломат, один из основателей Министерства иностранных дел.

## Биография
При рождении его звали Гидеон Руффер (нем. Gideon Ruffer). Он родился в Германии, в еврейской семье, был сыном преуспевающего скорняка. Он изучал юриспруденцию в Гумбольдтском университете (Берлин). В 1933 году, когда нацисты пришли к власти в Германии, он бежал во Францию, где учился в сельскохозяйственной школе в Тулузе, а в 1934 году совершил алию в Палестину, где стал одним из основателей киббуца HaZore’a.
Рафаэль вступил в Хагану и был командиром во время Арабского восстания (1936—1939). Позднее его отправили в Европу с тем, чтобы он помогал нелегально пересылать европейских евреев в Палестину, несмотря на британские миграционные ограничения. В 1940 году его отправили на Родос от Хаганы для переговоров с представителем Адольфа Эйхмана для переезда германских евреев в Палестину. Он обсуждал возможность отправить 40 000 немецких евреев в Палестину через Родос, но план не осуществился, потому что Италия, которая тогда управляла островом, вступила во Вторую мировую войну.
Во время Второй мировой войны он стоял в списках Британской армии и сражался во время Сирийско-Ливанской операции. После того, как он демобилизовался в 1943 году, он начал работать на Еврейской Агентство. Он работал в разведке, как посредник с силами союзников и еврейским населением Европы. В 1945 году он помогал готовить документы по еврейскому вопросу для Нюрнбергского трибунала. Он также координировал вопросы восстановления утерянной европейскими евреями собственности.
В 1947 году он стал членом делегации Еврейского агентства при ООН.
После провозглашения независимости Израилем в 1948 году, он стал одним из трех основателей израильского МИДа, вместе с Моше Шаретом, первым израильским министром иностранных дел и секретарем. Рафаэль работал помощником Шарета и впоследствии стал советником израильской делегации в ООН. В 1953 году он вернулся в Израиль и работал ответственным по делам ООН и ближневосточных дел при израильском МИДе до 1957 года. Он проводил секретные переговоры с арабскими официальными лицами и поддерживал эти контакты до 1970-х.
В 1957 году он был назначен израильским послом в Бельгии и Люксембурге, постоянным наблюдателем при европейских и ооновских организациях в Женеве. Он работал в этой должности до 1960 года. В 1967 он стал послом Израиля в ООН и работал в этой должности до Шестидневной войны. В 1968 году он вернулся в Израиль и был генеральным директором израильского МИДа до 1972 года.
В 1973 году он был назначен израильским послом в Великобритании и работал на этой должности до 1977 года, когда он вернулся в Израиль и вышел на пенсию. Позже он опубликовал книгу о своей карьере.
Рафаэль умер в 1999 году в возрасте 85 лет. Он завещал свое тело науке, поэтому траурной церемонии не было.
Рафаэль был женат на Нурит Вайсберг. У пары был сын, Амнон, и две дочери, Михаль и Рут. В момент его смерти у него было 7 внуков и 4 правнука.